# Francisque Gay
Pour les articles homonymes, voir Gay.
Francisque Gay, né le 8 mai 1885 à Roanne (Loire) et mort le 23 octobre 1963 dans le 14e arrondissement de Paris (Seine), est un journaliste, éditeur et homme politique français.

## Biographie
Francisque Gay est le fils de Camille Gay (1856-1930), entrepreneur en plomberie, maire-adjoint de Roanne de 1912 à 1919, et d'Amélie Pélissier (née en 1860),. Ses parents sont originaires d'Annonay en Ardèche.
Il fait ses études secondaires chez les maristes de Charlieu puis Aux Lazaristes de Lyon où il obtient son baccalauréat à 18 ans. Il est ensuite séminariste de 1905 à 1906 au grand séminaire de Lyon (aujourd'hui lycée de Saint-Just). Francisque Gay termine ses études à la faculté des lettres de la Sorbonne.
En 1903, il se rend à Paris pour retrouver Marc Sangnier qu'il avait brièvement fréquenté à Lyon. Il est influencé par les idées de christianisme social de Marc Sangnier et met en place une antenne du Sillon à Roanne. Il collabore aussi au journal Démocratie du Sillon.

Après ses études, Francisque Gay devient professeur d'anglais dans un collège religieux de Montpellier. En 1909, il quitte l'enseignement et entre à la librairie Bloud qui deviendra la librairie Bloud et Gay lorsque le propriétaire Edmond Bloud l'associe à sa librairie. Il entame une longue carrière d'éditeur.

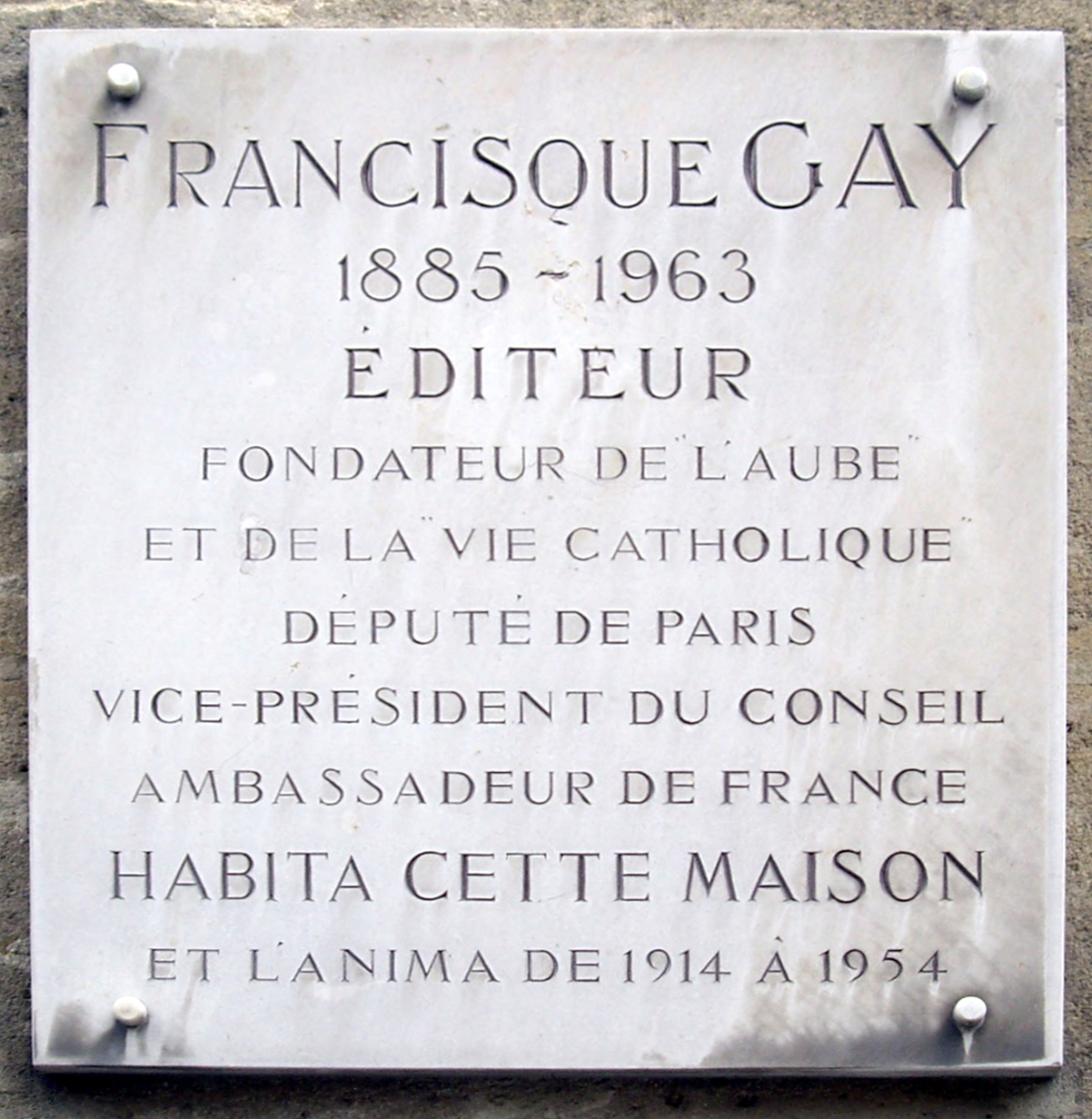
Plaque apposée au 3 de la rue Garancière, Paris (6e), siège de la maison d’édition Bloud et Cie, devenue Bloud et Gay en 1911.

Il milita pour la diffusion du catholicisme social, en créant notamment l'organisation des Volontaires du Pape en 1927. En 1938, il fonde avec Georges Bidault les Nouvelles Équipes françaises, destinées à rassembler la mouvance démocrate-chrétienne.
Francisque Gay fonde les journaux catholiques La Vie catholique en 1924 et L'Aube en 1932. À l'approche de la guerre, les deux journaux arrêtent leurs diffusions, en 1938 pour La Vie catholique et en 1940 pour L'Aube.
Pendant l'exode, il se retire avec sa famille et l'essentiel de l'équipe de L'Aube, dont Jean Dannenmuller, à Meslon près de Saint-Amand-Montrond. Francisque Gay se rend à Vichy pour essayer de convaincre le cardinal Gerlier de ne pas se rallier au maréchal Pétain, mais en vain. Francisque Gay et sa famille rentrent ensuite à Paris, rue Garancière, où il participe avec Jean Sangnier et Émilien Amaury au Groupe de la rue de Lille qui reçoit en 1941 Honoré d'Estienne d'Orves pour l'aider à créer une radio clandestine. Avec Henri de Montfort et Paul Petit, Francisque Gay publie le journal clandestin résistant chrétien La France continue. Il distribue des tracts clandestins et aide à fabriquer des faux papiers pour les Juifs avec son ami Maurice Lacroix. Il reçoit chez lui rue Garancière de nombreux résistants dont Pierre Brossolette. Francisque Gay est chargé par François de Menthon pour le compte du Comité général d'études du CNR de préparer les réformes de la presse avec Pierre-Henri Teitgen.
Le 23 mars 1944, à la suite d'accusations de Charles Maurras visant Francisque Gay, la Gestapo perquisitionne son logement situé rue Garancière, mais il était à ce moment-là en voyage d'affaires dans le sud de la France. Le 23 août de la même année il fait reparaître L'Aube à Paris.
Il fonde en novembre 1944 avec Georges Bidault et d'autres le Mouvement républicain populaire (MRP). Le même mois, il est désigné membre de l'Assemblée consultative provisoire.
Francisque Gay est élu le 21 octobre 1945 député MRP de la 1re circonscription de la Seine à la Ire Assemblée nationale constituante puis réélu le 2 juin 1946 à la IIe Assemblée nationale constituante. Il intervient durant ses mandats, notamment sur les questions liées à la presse.
En novembre 1945, il est nommé ministre d'État dans le deuxième gouvernement de Charles de Gaulle aux côtés de Vincent Auriol et Maurice Thorez. En janvier 1946, il est vice-président du Conseil du gouvernement Félix Gouin. Il est à nouveau ministre d'État, dans le gouvernement de Georges Bidault, de juin à décembre 1946.
Il rejette le projet de constitution socialo-communiste et appelle à voter « non » au référendum du 5 mai 1946,.
En novembre 1946, il réélu député MRP de la 1re circonscription de la Seine, et le restera jusqu'en juillet 1951. Il se consacre durant son mandat aux questions liées à la presse, aux affaires économiques et aux affaires étrangères.

### Ambassadeur de France au Canada
Depuis longtemps, Francisque Gay manifeste de l'intérêt pour le Canada. Il est notamment élevé dans le souvenir de son grand oncle Isidore Clut, parti en mission dans ce pays. Au fil des années, Gay accumule les livres sur le Canada et, en 1948, sa bibliothèque en compte une centaine. Au printemps 1947, il forme le projet de faire un séjour dans l'Est du Canada et aux États-Unis afin d'établir des relations avec les milieux canadiens de la politique, du monde religieux, des universités, de la presse et de la librairie. Lui et sa femme s'offrent à donner des conférences. Il entre en rapports épistolaires avec un sympathisant MRP installé près de Montréal qui lui fournit des renseignements utiles. Finalement, le projet ne se concrétise pas.
En février 1948, il est nommé ambassadeur de France au Canada, à l'instigation de Georges Bidault, qui cherche probablement à l'éloigner de la vie politique française. Sa nomination suscite des critiques, jusque dans les colonnes du Monde : « On songe aujourd'hui pour telle ambassade lointaine à un journaliste (...) Il est bien sûr des services qui méritent récompense (...) Mais qu'on prenne garde, l'inflation aidant, à ne pas confondre ambassade et bureau de tabac ». Des diplomates voient en effet d'un mauvais œil l'intrusion d'un parlementaire-journaliste-éditeur dans la carrière. Le 7 avril, il embarque à bord du paquebot De Grasse, qui doit l'emmener jusqu'à New York. Le 19 ou 20 avril, il arrive à Ottawa, où il prend ses nouvelles fonctions. Alors qu'il avait été choisi pour son catholicisme, il n'est guère apprécié des Québécois, qui le trouvent trop à gauche. Son vieil ennemi, l'écrivain royaliste Charles Maurras, se montre encore plus sévère à son égard : « Pour Francisque Gay, parler c'est mentir, mais mal mentir, ce qui tourne à sa honte. On s'en est aperçu jusque dans ses conférences de presse du Canada sous le bel habit d'ambassadeur qu'on lui avait brodé pour représenter son M. R. P., aux dépens de la France ». Il quitte Ottawa le 12 juin 1949, sa mission prenant officiellement fin le 15. Il est remplacé par Hubert Guérin, un diplomate de carrière.

### Éloignement, puis rupture avec le MRP
Dès 1947, Francisque Gay prend ses distances avec le MRP, désapprouvant silencieusement l'opportunisme gouvernemental de certains de ses membres. Favorables à des négociations avec Hô Chi Minh comme avec le FLN, les guerres d'Indochine et d'Algérie l'éloignent encore plus de la direction du parti, qu'il juge trop colonialiste. Le 19 octobre 1950, la lettre de sympathie qu'il adresse à Maurice Thorez, victime d'un accident vasculaire cérébral une semaine plus tôt, achève de consommer son divorce avec le parti. L'écrivain François Mauriac écrit au sujet de cette dernière : « Il y a de quoi rêver sur cette lettre que l'excellent M. Francisque Gay vient d'écrire à son "cher ami" Maurice Thorez pour le consoler dans sa maladie. Et d'abord l'usage qu'en a fait dès le lendemain la propagande communiste servira de leçon aux âmes tendres, aux vieux petits chaperons rouges qui se promènent dans le bois une main sur le cœur et qui lorsqu'ils rencontrent le loup, lui caressent gentiment l'échine sous prétexte que dans le passé ils ont fait avec lui un bout de chemin. Mais le loup, cher monsieur Gay, n'a pas la mémoire du cœur. ».

### Soutien au retour du général de Gaulle
En septembre 1957, le général de Gaulle demande au gendre de Francisque Gay, Louis Terrenoire, de lui remettre une collection des exemplaires de L'Aube parus à la Libération pour y confronter ses souvenirs et ainsi rédiger le troisième et dernier volume de ses Mémoires de guerre. Finalement, Francisque Gay se déplace en personne à La Boisserie pour les lui remettre.
En mai 1958, Francisque Gay soutient le retour aux affaires du général de Gaulle, espérant notamment de ce dernier qu'il réussisse la paix en Algérie. Avec des gaullistes de gauche comme Maurice Clavel, Philippe Dechartre, Stanislas Fumet, Léo Hamon, il cosigne un texte intitulé « Des hommes de gauche parlent aux hommes de gauche ».

### Mort et inhumation
Il meurt le 23 octobre 1963, dans le 14e arrondissement de Paris, des suites d'une crise cardiaque.
Il est inhumé au cimetière du Montparnasse à Paris (29e division).

### Vie privée
Il épouse le 20 mai 1911 à Paris, Blanche Fromillon (1890-1979), fille d'Alphonse Fromillon (1846-1908), cheminot, sympathisant de la Commune de Paris, et d'Elisa Bacharah (1848-1934), modiste issue d'une famille juive allemande originaire de Mayence.
De ce mariage naissent six enfants :
- Élisabeth Gay (1912-1992), historienne[22], femme de Louis Terrenoire (1908-1992) et mère d'Alain Terrenoire (né en 1941), hommes politiques.
- Alphonse Gay (1914-1976), abbé[23].Le père Alphonse, prêtre du diocèse de Paris, fut ordonné...à Sens, l'archevêque parisien refusant son ordination (Raison politique !) Il fut un merveilleux animateur au sein  du XIIIe arrondissement, agissant de 1947 à 1955 pour les garçon de ce quartier populaire et très ouvrier au 51e , "Maison-Blanche". Il y organisa des activités pour le patronage « Étoile de Montsouris» dont il fit, un temps le "champion de Paris du basket". Il emmena des jeunes à Rome dans la  camionnette Citroën verte à caisse en bois, aménagée avec banquettes en planches. De "Grands jeux" propulsèrent les jeunes  en tournées pédestres aux lisières de Paris en passant devant les usines Gnome-et-Rhône (Où se trouvaient encore des moteurs d'avion dans de grandes caisses, au bord du  boulevard Kellermann). Quant aux kermesses, elles attiraient de nombreux participants de tout le quartier. Certains jeudis, la rue de l'Èbre servait de terrain pour le jeu du "drapeau". Mais la restructuration de l'îlot XIII entraîna peu à peu l'abandon des œuvres de jeunesse. Il y eut, environ 3 ans, un successeur à «l'abbé» puis un dernier prêtre qui eut la très désagréable fonction de "liquider"toutes les réalisations : en haut lieu ecclésiastique, il fallait «une nouvelle paroisse sans œuvres, à titre expérimental» ce qui, localement, fut jugé hautement spéculatif !

Le père Alphonse se retrouva curé d'une paroisse de Seine-et-Oise, au Pileu, entre Palaiseau et Igny-Vauhallan.
- Marie Gay (1916-2002), sœur franciscaine missionnaire de Marie.
- Geneviève Gay (1917-1995), mariée avec Henry Nosny (1907-1990).
- Odile Gay (1919-2006), professeur de latin et de grec[24], mère de Jean-Michel Cadiot (1952-2020), journaliste et écrivain.
- Camille Gay (1924-2008), avocat[25], marié avec Marie-José Charpentier.

## Mandats et fonctions

### Fonctions gouvernementales

#### Vice-président du Conseil
- 26 janvier - 24 juin 1946 : Vice-président du Conseil

#### Ministre d'État
- 21 novembre 1945 - 26 janvier 1946 : Ministre d'État
- 24 juin -16 décembre 1946 : Ministre d'État

### Mandats parlementaires
- 21 octobre 1945 - 10 juin 1946 : Député de la 1re circonscription de la Seine
- 2 juin 1946 - 27 novembre 1946 : Député de la 1re circonscription de la Seine
- 10 novembre 1946 - 4 juillet 1951 : Député de la 1re circonscription de la Seine

### Autre fonction
- avril 1948 - 15 juin 1949 : Ambassadeur de France au Canada

## Œuvres
- Bolchévisme et démocratie, 1919.
- L'Irlande et la Société des Nations, 1921.
- Comment j'ai défendu le pape, Bloud et Gay, Paris, 1927.
- Non, l'Action française n'a bien servi ni l'Église ni la France, Bloud et Gay, Paris, 1927.
- Pour un rassemblement des forces démocratiques d'inspiration chrétienne, Bloud et Gay, Paris, 1935.
- Dans les flammes et le sang, 1936.
- Pour en finir avec la légende : Rouges-chrétiens, Mémoire confidentiel 2-3, Éditions de l'Aube, 1937.
- La Tchécoslovaquie devant notre conscience et devant l'Histoire, Éditions de l'Aube, 1938.
- Canada, XXe siècle, 1949.
- Les Démocrates d'inspiration chrétienne et l'Exercice du pouvoir, 1951.
- Éléments d'une politique de presse.

## Décorations et titres

### Décorations françaises
- Officier de la Légion d'honneur (28 juillet 1947)
  -  Chevalier de la Légion d'honneur (28 juillet 1938)

### Décoration étrangère
- Commandeur de l'ordre de Saint-Grégoire-le-Grand

### Titre
- Docteur honoris causa de l'université d'Ottawa (1949)[26]

## Hommages
- Rue Francisque-Gay dans le 6e arrondissement de Paris, ouverte en 1971.
- Allée Gay à Gagny (Seine-Saint-Denis).
- Rue Francisque-Gay à Roanne (Loire).